# Глобальна журналістика
Глобальна журналістика — це стиль новин у межах якого висвітлюється проблематика, що виходять за рамки національних кордонів, наприклад, глобальне потепління. Основна увага приділяється транснаціональним новинам та проблемам, що впливають на відносини між різними національними державами та регіонами. Глобальну журналістику не слід плутати з новинами з інших країн, що не передбачають пошуку спільності між різними регіонами світу. На відміну від цього, глобальна журналістика прагне дослідити та повідомити, як пов'язані між собою економічні, політичні, соціальні та екологічні події, що відбуваються у багатьох частинах світу.
Глобальна журналістика була вироблена із все більш взаємопов'язаного та взаємозалежного світу, який сформувався в результаті глобалізації. Глобалізація виявила існування складних відносин між різними соціальними реаліями у всьому світі, тому глобальна журналістика є новинним стилем, який досліджує ці відносини та контекстуалізує їх у повсякденному житті. Він повинен культивувати транснаціональну культуру новин, яка щодня інтегрує наче незалежні події та пов'язує їх з усіма народами та місцями, оскільки глобалізація — це повсякденний процес.

## Визначення
Такі науковці, як Стівен Уорд, вважають, що традиційні засоби масової інформації, як правило, розроблені для роботи з новинами на національному, а не глобальному рівні, що негативно впливає на можливість торгової мережі повідомляти про новини на глобальному рівні. Глобальна журналістика зосереджена на глобально орієнтованій етиці, щоб служити мінливому світу, де живе журналістика. Пітер Берглез вважає, що в центрі уваги глобальної журналістики — все більш складні відносини, спричинені глобалізацією, і, хоча глобальна журналістика існує в новинах, вона все ще має бути визначена і встановлена як стиль, і її часто плутають із закордонною журналістикою. Він також концептуалізує глобальну журналістику у трьох різних стосунках — глобальному просторі, глобальних державах та глобальній ідентичності — які, на його думку, є загальним фактором уявлень про глобальну журналістику, і, таким чином, можуть бути корисними для емпіричних досліджень глобальної журналістики як стилю новин. Глобальний простір означає розгляд світу як єдиного, єдиного місця, де подія може відбуватися в декількох частинах світу одночасно. Глобальна влада позначає те, як глобальна журналістика представляє владу тим, що вона створює транснаціональну та глобальну владу, тим самим повільно деградуючи національні сили, обмежені всередині національних держав. Нарешті, глобальна ідентичність означає представлення транснаціональної ідентичності, яка виходить за межі національних територій. Щоб бути більш конкретним щодо того, як відбувається глобальна ідентичність у засобах масової інформації, Берглез далі визначає три способи цього. По-перше, це включало б у боротьбу глобальну ідентичність у новинах. По-друге, шляхом розміщення громадськості в глобальному контексті як об'єднаних глобальних людей. Нарешті, націлюючи на подібні ідентичності по всьому світу.
Сара Ван Левен та Пітер Берглез визначають явища глобальної журналістики, що відбуваються поза сферою традиційних закордонних ЗМІ. Вони зазначають, що глобальну журналістику можна визначити декількома способами. Однак у цьому контексті це стосується більш широких сфер комунікацій та медіадосліджень. Потім вони йдуть до такого визначення як практика, яка оцінює, як події, історії взаємопов'язані в різних частинах світу, яке відбулося у зв'язку з глобалізацією і оцифруванням.
Куришева, Пуй, Литвиненко, Биков та Данилов також наголошують на важливості концептуалізації поняття глобальної журналістики, оскільки практики відірвані від теорії. Далі вони переходять до визначення чотирьох основних аспектів, за допомогою яких можна концептуалізувати глобальну журналістику: географічну, дискурсивну, політичну та економічну, нарешті, професійну.
По-перше, географічний аспект орієнтований на те, як глобальність Інтернету дозволила вільний потік інформації, що виходить за межі національних кордонів та дозволяє громадянам усього світу бути поінформованими про події, які не обов'язково відбуваються в їхніх національних межах, таким чином встановлюючи глобальну журналістику. Тому географічний підхід орієнтований на систему глобальної журналістики.
По-друге, дискурсивний аспект визначає зміст і виділяє дві основні форми.
По-третє, політичні та економічні аспекти зосереджені на геополітичних особливостях глобальної журналістики. Нарешті, професійний аспект вивчає, як журналістика трансформується в процесі глобалізації.
Йохан Ліндел і Майкл Карлссон визначають глобальну журналістику як журналістику, яка бачить взаємозв'язки між різними частинами світу і, таким чином, забезпечує «глобальний світогляд». Крім того, вони визначають три принципи глобальної журналістики, а точніше роль, яку відіграватимуть журналісти у глобальній журналістиці.
Перш за все, журналісти повинні стати глобальними агентами глобальної публічної сфери замість національних або місцевих держав.
По-друге, журналісти повинні надавати пріоритет світовій публічній сфері, оскільки в їх аудиторії є громадяни світу.
Нарешті, журналісти повинні пропагувати глобальний світогляд на противагу місцевому чи національному світогляду.
Котл визначає глобальну журналістику як журналістику, яка ґрунтується на засадах глобальної взаємопов'язаності, відсутності кордонів та мобільності.

## Глобальний прогноз
Глобальний світогляд розміщує глобальні події в контексті глобальної соціальної реальності, на відміну від внутрішнього чи закордонного світогляду, який розміщує події в контексті окремих країн чи регіонів, і пояснює, як ці події впливають на конкретний регіон. Це означає, що глобальна журналістика звертається до новинних аудиторій як до членів єдиного глобального населення, а не до сегментованого населення, пов'язаного з національними державами. Він досягає глобального світогляду та транснаціонального стилю звернення, завжди формуючи розповіді в глобальному контексті при виборі режиму пояснення, вибраних ракурсів та джерел. Глобальний світогляд враховує безліч думок різних країн, не віддаючи перевагу перспективі будь-якої нації.

## Історія
По-перше, для пояснення історії глобальної журналістики слід встановити, що глобальна журналістика — це зароджувана практика серед журналістської сфери, яка має багато розмаху та декілька наслідків для глобальної публічної сфери. Враховуючи це, це все ще є досить новим поняттям, яке потребує дуже потрібної концептуалізації. Іншими словами, глобальна журналістика відбувається з безпрецедентною швидкістю, проте в наукових колах та науковцях не вистачає не лише емпіричних доказів але й належної концептуалізації цього терміна.
Деякі ранні випадки глобальної журналістики можна побачити в ХІХ столітті, коли виникло створення нових міжнародних агентств. Однак основні випадки можна спостерігати з 1980-х років, коли технологічні зміни трансформували поширення новин та політичних комунікацій. Зокрема, технологічна зміна збільшення супутникового потенціалу, що дозволило поширювати новини та інформацію на міжнародному рівні, тим самим створивши насіння глобальної журналістики. Перехід від мереж «відносності» до мереж «зв'язності» створив уявлення про глобальну суспільну сферу.

## Приклади
Оскільки концепція глобальної журналістики все ще досить нова, точних та прямих прикладів важко придумати. Таким чином, критеріями розгляду як прикладу є визначення того, які ЗМІ та організації певною мірою вважають «глобальним світоглядом». Іншими словами, оскільки не існує усталених ЗМІ, які винятково повідомляють про глобальну журналістику, існує ступінь того, що можна вважати прямим прикладом глобальної журналістики. Однак, зазначивши це, наступні ЗМІ та організації можна вважати початковими прикладами глобальної журналістики.

CNNI International

- CNN International (CNNI) — досягає глобальної перспективи фінансової звітності[1][8]
- BBC World — досягти глобальних перспектив фінансової звітності[6]
- Reuters — дають глобальну перспективу щодо фінансової звітності
- Le Monde — хоча це національна газета, вона, як відомо, широко поширюється на світовий погляд[4]
- Всесвітнє телебачення BBC (BBC-WS-TV) — здійснює передачу програм у всьому світі
- Аль-Джазіра — транснаціональний канал новин для арабської громади
- ZEE TV — транснаціональний канал, орієнтований на індійську спільноту у всьому світі  ZEE TV

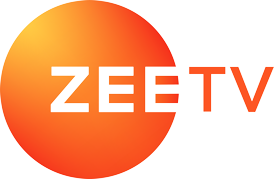
ZEE TV

На додаток до цих прикладів Ван Левен та Берглез також виявляють, що є дослідження, які показують, що зміст новин відходить від національної думки до світогляду. На додаток, Котле також враховує тенденції представлення глобальних криз через глобальний світогляд.